# Primitives de fonctions logarithmes
Cet article donne les primitives de fonctions logarithmes.
{\displaystyle \forall n\in \mathbb {Z} \setminus \{-1\},\quad \int (\ln x)^{n}~{\frac {\mathrm {d} x}{x}}={\frac {(\ln x)^{n+1}}{n+1}}+C}
{\displaystyle \forall m\in \mathbb {Z} \setminus \{-1\},\forall n\in \mathbb {N} ,\quad \int (\ln x)^{n}x^{m}~\mathrm {d} x=x^{m+1}\sum _{k=0}^{n}{\frac {(-1)^{n-k}n!}{(m+1)^{n-k+1}k!}}(\ln x)^{k}+C}
{\displaystyle \forall m\in \mathbb {Z} ,}
{\displaystyle \forall n\in \{2,3,\ldots \},\quad \int {\frac {x^{m}}{(\ln x)^{n}}}~\mathrm {d} x=-x^{m+1}\sum _{k=1}^{n-1}{\frac {(k-1)!(m+1)^{n-1-k}}{(n-1)!(\ln x)^{k}}}+{\frac {(m+1)^{n-1}}{(n-1)!}}\int {\frac {x^{m}}{\ln x}}~\mathrm {d} x+C}
{\displaystyle {\text{et}}\quad \int {\frac {x^{m}}{\ln \,x}}~\mathrm {d} x=\ln |\ln \,x|+\sum _{n=1}^{+\infty }{\frac {(m+1)^{n}(\ln \,x)^{n}}{n!\cdot n}}+C}
{\displaystyle \forall a\neq 0,\quad \int \mathrm {e} ^{ax}\ln x~\mathrm {d} x={\frac {1}{a}}\mathrm {e} ^{ax}\ln |x|-{\frac {1}{a}}\int {\frac {\mathrm {e} ^{ax}}{x}}~\mathrm {d} x}